# 南炳文
南炳文（1942年1月—），河北省廣宗縣人，中國歷史學家，主要研究明史。

## 生平
19歲時以全縣高考第一名的成績考入南開大學，1966年南開大學歷史系畢業。
先後在中國科學院中國近代史研究所、南開大學歷史系、歷史研究所工作。1971年至北京中國歷史博物館主持中國通史陳列明清史部分之內容設計。1989年荣获全国教育系统劳动模范称号。1999年至2000年任日本东北学院大学客座教授。歷任中国明史学会常務副會長、会长、学术委员会主席，南開大學歷史研究所所長，天津市政協常委。

## 作品
著有《南明史》、《佛道秘密宗教與明代社會》、《20世紀中國明史研究回顧》、《中国断代史系列－明史》等。